# Ивайло Иванов (футболист, р. 1988)
Вижте пояснителната страница за други личности с името Ивайло Иванов.
Ивайло Емилов Иванов (роден на 12 април 1988 в Левски, България) е български футболист, играе като дясно крило и нападател и се състезава за Левски (Левски).